# Estische parlementsverkiezingen 2007
De Estische parlementsverkiezingen van 2007 werden gehouden op 4 maart 2007. Bij deze verkiezingen werden de 101 leden van de Riigikogu voor de elfde zittingsperiode (2007-2011) van dit parlement gekozen. Het waren de eerste landelijke verkiezingen ter wereld waarbij via het internet kon worden gestemd. Deze e-voting vond plaats van 26 tot 28 februari 2007.

## Achtergrond en verloop
Twee jaar na de verkiezingen van 2003 viel het kabinet van Juhan Parts. Het plan van de minister van Justitie, Ken-Marti Vaher, om corruptie aan te pakken met een quotasysteem voor de vervolging van ambtenaren viel niet in goede aarde. Vaher werd door de Riigikogu middels een motie van wantrouwen afgezet, waarna ook Parts besloot op te stappen. Hierna trad het kabinet-Ansip I in functie.
De partij van Parts, de Unie van Pro Patria en Res Publica (Isamaa ja Res Publica Liit), leed in de verkiezingen van 2007 een grote nederlaag. De grootste winst werd behaald door de Hervormingspartij (Eesti Reformierakond), een regeringspartij onder leiding van premier Andrus Ansip. Hij werd na de verkiezingen door president Toomas Hendrik Ilves aangewezen om een nieuwe regering samen te stellen. Ansip vormde opnieuw een coalitie met de Unie van Pro Patria en Res Publica. Het kabinet-Ansip II werd op 5 april 2007 beëdigd.

## Uitslag
| Partij                               | Stemmen | %    | Zetels | Verschil* |
| ------------------------------------ | ------- | ---- | ------ | --------- |
| Eesti Reformierakond                 | 153.044 | 27,8 | 31     | 12        |
| Eesti Keskerakond                    | 143.518 | 26,1 | 29     | 1         |
| Isamaa ja Res Publica Liit           | 98.347  | 17,9 | 19     | 16        |
| Sotsiaaldemokraatlik Erakond         | 58.363  | 10,6 | 10     | 4         |
| Erakond Eestimaa Rohelised           | 39.279  | 7,1  | 6      | n.v.t.    |
| Eestimaa Rahvaliit                   | 39.215  | 7,1  | 6      | 7         |
| Erakond Eesti Kristlikud Demokraadid | 9456    | 1,7  | 0      | 0         |
| Konstitutsioonierakond               | 5464    | 1,0  | 0      | 0         |
| Eesti Iseseisvuspartei               | 1273    | 0,2  | 0      | 0         |
| Vene Erakond Eestis                  | 1084    | 0,2  | 0      | 0         |
| Eesti Vasakpartei                    | 807     | 0,1  | 0      | 0         |
| onafhankelijken                      | 563     | 0,1  | 0      | 0         |

* Verschil in aantal zetels met de verkiezingen van 2003.